# نیو لینکس (ایلینوی)
نیو لینکس (به انگلیسی: New Lenox) یک روستا در ایالات متحده آمریکا است که در ایلینوی قرار دارد. نیو لینکس ۴۱٫۵۸ کیلومتر مربع مساحت و ۲۴٬۳۹۴ نفر جمعیت دارد.